# Herzförmiger Zungenstendel
Der Herzförmige Zungenstendel (Serapias cordigera) ist eine Pflanzenart aus der Gattung der Zungenstendel (Serapias) innerhalb der Familie der Orchideen (Orchidaceae).

## Beschreibung
Die mehrjährige Pflanze erreicht Wuchshöhen von 15 bis 50 Zentimeter. Der Stängel und die Blätter sind im unteren Abschnitt purpurn gefleckt.
Der kurze Blütenstand setzt sich aus drei bis zehn Blüten (selten bis zu 20) zusammen. Die Lippe hat am Grund zwei schwärzlich spreizende Schwielen. Die Hinter- und Vorderlippe überlappen sich. Die dunkelrote bis schwarzpurpurne Vorderlippe ist etwa bis zur Mitte dicht behaart und herzförmig. Sie wird zwischen 20 und 29 Millimeter lang und zwischen 16 und 23 Millimeter breit.
Blütezeit ist von April bis Mai.

## Vorkommen
Als Standort bevorzugt die Pflanze Macchien, Garigues, Wälder und Feuchtwiesen.
Das Verbreitungsgebiet umfasst fast den gesamten Mittelmeerraum von der Iberischen Halbinsel bis nach Kleinasien bzw. Tunesien und auch das südliche Mitteleuropa.

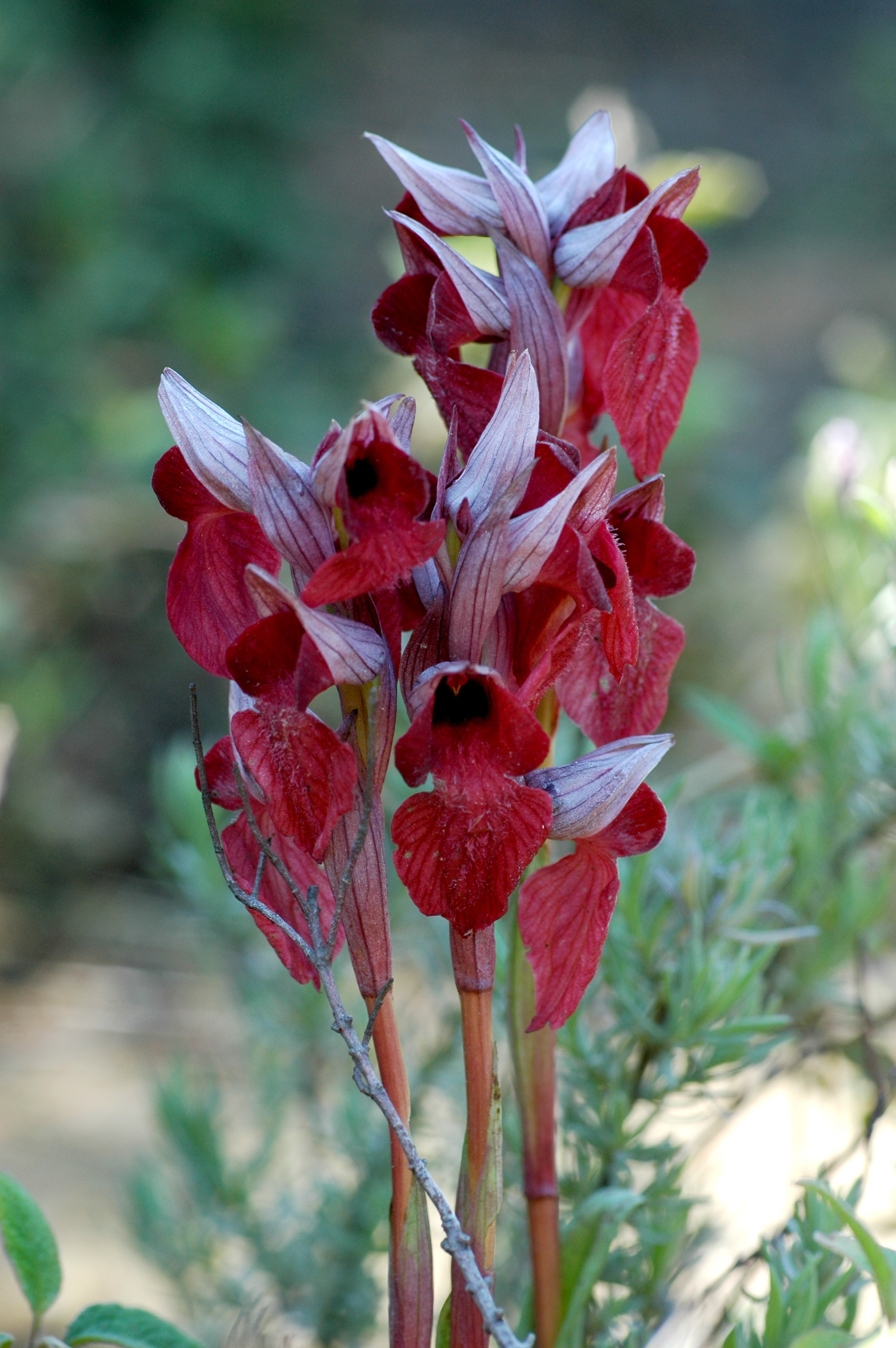
Pantelleria-Zungenstendel (Serapias cordigera subsp. cossyrensis)

## Taxonomie und Systematik
Der Herzförmige Zungenstendel wurde 1763 durch Carl von Linné in Species Plantarum 2. Auflage, Band 2, Seite 1345 als Serapias cordigera erstbeschrieben.
Es können fünf Unterarten unterschieden werden:
- Azoren-Zungenstendel (Serapias cordigera subsp. azorica (Schltr.) Soó): Er kommt auf allen Azoren-Inseln außer Flores und Corvo in Höhenlagen zwischen 200 und 920 Metern Meereshöhe vor.[1]
- Serapias cordigera subsp. cordigera (Syn.: Serapias lorenziana H.Baumann & Künkele): Sie kommt im Mittelmeergebiet und von der Iberischen Halbinsel und vom südlichen Mitteleuropa bis zur Ägäis und der nordwestlichen Türkei vor in Höhenlagen zwischen 0 und 1000 Metern Meereshöhe.[2][1]
- Pantelleria-Zungenstendel (Serapias cordigera subsp. cossyrensis (B.Baumann & H.Baumann) Kreutz, Syn.: Serapias cossyrensis B.Baumann & H.Baumann): Er kommt nur auf Pantelleria auf Vulkanasche in Höhenlagen zwischen 200 und 870 Metern Meereshöhe vor.[2][1]
- Kretischer Zungenstendel (Serapias cordigera subsp. cretica B.Baumann & H.Baumann): Er kommt auf Kreta auf Schiefer oder Sandstein in Höhenlagen zwischen 70 und 700 Metern Meereshöhe vor.[2][1]
- Serapias cordigera subsp. lucana R.Lorenz & V.A.Romano: Diese 2014 erstbeschriebene Unterart kommt nur in Italien vor.[2]